# Kunvald
Kunvald (německy Kunwald) je městys v okrese Ústí nad Orlicí v Pardubickém kraji. Leží pět kilometrů severovýchodně od Žamberka. Žije zde 938 obyvatel. Obci byl 11. března 2008 obnoven status městyse.

## Geografie a přírodní poměry
Svým charakterem podhorská obec leží ve východním výběžku Orlických hor v tzv. Žamberské pahorkatině v údolí Horského potoka, který se v jižní části obce vlévá do říčky Rokytenky, pramenící v blízkosti vstupního objektu tvrze Hanička na katastru obce Rokytnice v Orlických horách a obtékající Kunvald ze západní strany. Menší lokální vodní toky nemají ustálený geografický název a jsou označovány podle místních částí obce. V lesnatých roklinách v severní části katastru, zejména v části Kunačice, se nacházejí vydatné zdroje pitné vody (pramen Hladová voda, který od roku 1928 napájí místní vodovod).
Příroda Kunvaldu je vlivem rozdílu mezi nejnižší a nejvyšší nadmořskou výškou (399 m n. m. – 658 m n. m.), členitosti reliéfu a v neposlední řadě i velikosti katastru relativně rozmanitá, vedle vlhkých a chladných údolí se zde nacházejí i suché prosluněné louky. Severní část katastru obce, která se vyznačuje vyšší nadmořskou výškou a chladnějším klimatem, pokrývá souvislý lesní porost – Žamberské lesy. Ve střední a jižní části se střídají zemědělsky využívané plochy (pole a pastviny) s lesním porostem, soustředěným zejména na zemědělsky nevyužitých svazích v bezprostředním okolí vodních toků. Podél komunikace stoupající ke kótě Na Zmrzlíku (621 m n. m.) a taktéž podél vedoucí směrem na Klášterec nad Orlicí jsou oboustranné lipové aleje, komunikaci ve směru na Rokytnici lemuje alej bříz bělokorých. Rostlinstvo je zastoupeno běžnějšími (např. bledule jarní, prvosenka vyšší, podbílek šupinatý, bodlák lopuchovitý, pcháč potoční, čarovník alpský, mařinka vonná kontryhel lysý, kuklík potoční a rozrazil horský) i vzácnějšími druhy (prstnatec májový, vachta trojlistá, rosnatka okrouhlolistá a lilie zlatohlavá). Botanicky zajímavou lokalitou je údolí Záhorského potoka.
Z fauny stojí za pozornost jezevec lesní, jelen evropský a zejména velká koncentrace muflonů, jejichž rozšíření zde souvisí s chovem, který v Žamberských lesích zavedl v 60. letech 20. století lesník Josef Egert. Do roku 2000 byl v Kunvaldě držen rekord v ulovení největšího muflona na světě. Na zdejší rozšíření tohoto poddruhu ovce kruhorohé odkazuje i turistický pochod Mufloní stopou, který každoročně pořádá Sokol Kunvald.

## Historie

### Založení a název obce
Vznik obce není zachycen historickými prameny, souvisí s kolonizací, kterou prováděl na přelomu 13. a 14. století v oblasti horního toku Divoké Orlice rod pánů ze Žampachu.  Jejich činnost vedla též ke vzniku měst Žamberk, Rychnov nad Kněžnou, Ústí nad Orlicí a jiných lokalit. Patrně pod vlivem okolních slovanských osad, které zde byly již před kolonizací, převládalo české obyvatelstvo v Kunvaldu již v polovině 14. století. První písemná zmínka, v níž se objevuje jméno obce (ve formě Kunwald), pochází z roku 1363. Je odvozeno od osobního jména Kuna a jeho německá podoba pravděpodobně souvisí s příchodem kolonistů z oblasti Horní Lužice. Stojí za pozornost, že také tam se nachází lokalita s názvem Cunewalde. Není vyloučeno, že laická teorie, podle které název obce odkazuje na pověstmi tradovaného rytíře Kunu, sídlícího kdysi na hradě Suchá či na tvrzi nad osadou Kunačice, obsahuje historické jádro, jímž může být původní jméno lokátora, který kolonizaci prováděl. Naproti tomu domněnky, že název obce je odvozen od množství kun (německy Baummarder), žijících ve zdejším lese (německy Wald), postrádají s ohledem na makaronskou kombinaci logiku.

### Nejstarší historie
Zpráv o Kunvaldu v jeho nejstarším období se zachovalo poskrovnu. Zmíněná první písemná zpráva z roku 1363 souvisí se jmenováním nového faráře Jana Petra z České Třebové na faru v Nekoři. Byl dosazen pánem žampašského panství Čeňkem z Potštejna a vykonavatelem byl farář z Kunvaldu.  V letech 1368‒1369 se připomíná jako držitel patronátního práva ke kunvaldskému farnímu kostelu Jan Svár ze Žampachu. Dalším doloženým majitelem Kunvaldu byl Ješek Kdulinec z Ostroměře, který ves před rokem 1389 odprodal Bočkovi staršímu z Poděbrad, majiteli litického panství. Protože se však ukázalo, že Kdulinec měl jakési majetkové neshody s pražskými židy, ves až do vyřízení sporů, ke kterému došlo 15. března 1389, držel král Václav IV.  Od roku 1389 až do konce feudálního období pak patřil Kunvald nepřetržitě k litickému (později žamberskému) panství. Vedla přes něj cesta, která spojovala hrady Žampach, Litice a Potštejn s Kladskem a Slezskem.

### Kolébka Jednoty bratrské
Historický význam obce spočívá mimo jiné v tom, že jsou s ní spojeny počátky české reformační církve Jednoty bratrské. V roce 1457 nebo 1458, přesné datum není známo, odešla do Kunvaldu skupina osob, která v Praze naslouchala kázáním Jana Rokycany, voleného arcibiskupa českých utrakvistů. Tito „bratři a sestry zákona Kristova“, jak si sami říkali, chtěli žít po vzoru prvotní apoštolské církve, avšak utrakvisté zcela nenaplňovali jejich představy o tom, jak má praxe a zbožnost Kristových následovníků vypadat. Protože usoudili, že takovému životnímu stylu bude nejvíc prospěšný pobyt v ústraní (mimo velké městské komunity), rozhodli se vyhledat místo, kde by se mohli usadit. Jan Rokycana, který je v tomto záměru podporoval, jim vyjednal odchod do Kunvaldu, na panství, jež tehdy vlastnil Jiří z Poděbrad. Duchovní správu obce zajišťoval utrakvistický kněz Michal ze Žamberka, který měl k bratřím blízký vztah a vysluhoval jim svátosti. V Kunvaldu tak vznikl první bratrský sbor, jehož rozkvět však netrval dlouho. V letech 1460–1461 byli bratří z podnětu krále poprvé pronásledováni a jejich vůdčí osobnosti odešly do jiných, bezpečnějších lokalit – do Rychnova nad Kněžnou a Brandýsa nad Orlicí. Bratrský sbor v Kunvaldu sice existoval dál, ale jeho význam v rámci celé jednoty poklesl. Když si bratří v roce 1467 zvolili své první tři kněží (a to byl teprve vlastní počátek jejich samostatné církve), byl jako biskup, který měl bratrské duchovní řídit, v další volbě zvolen Matěj Kunvaldský, syn kunvaldského sedláka. Z Kunvaldu pocházelo také několik jiných bratrských duchovních, mezi nimi byl nejvýznamnější biskup a historik Jan Černý-Nigranus. V důsledku pobělohorské rekatolizace zdejší bratrský sbor zanikl.

### V době Bubnů z Litic
Litické panství, jehož byl Kunvald součástí, patřilo téměř do konce 15. století rodu pánů z Kunštátu. V roce 1495 jej odkoupil Vilém z Pernštejna a významně jím rozšířil svoji východočeskou doménu. Vláda Pernštejnů trvala jen málo přes šedesát let a v roce 1556 koupil litické panství rýnský falckrabí Arnošt Bavorský, který jej již po dvou letech prodal Václavovi Okrouhlickému z Kněnic. Ten se však nákupy tohoto a dalších statků v okolí silně zadlužil a již v roce 1563 prodali poručníci jeho dětí litické panství zdatnému hospodáři Mikulášovi z Bubna. V majetku tohoto rodu pak zůstalo litické panství až do počátku 19. století. Pro kunvaldské měla poslední změna význam, protože Mikuláš začal stavět v Žamberku nový zámek a přenesl tam z hradu Litice sídlo panství. V roce 1575 navíc přikoupil polovinu města Žamberka s částí vesnic, které dosud náležely k žampašskému panství. Buď on, nebo jeho příbuzný Mikuláš Vratislav založil v Kunvaldu pod kopcem Zmrzlíkem nový poplužní dvůr. Pod jménem „Horský“ se objevuje v urbáři litického panství z roku 1617. Život kunvaldských nebyl za vlády Mikuláše z Bubna skoupý ani na dramatické události. V roce 1595 poslal Mikuláš kunvaldské sedláky, aby pod ochranou ozbrojenců pobrali posekanou trávu na louce vrchnosti sousedního rokytnického panství. Následující spor ovšem Mikuláš prohrál. 
Po bitvě na Bílé hoře, kdy došlo v českých zemích ke dramatické změně náboženské situace, působil pod Orlickými horami jezuitský misionář Adam Kravařský, který se zde snažil obrátit stoupence bratrského učení, jež neodešli do exilu, na katolickou víru. Na tuto práci navázal v polovině 17. století Bohuslav Balbín, který misijně působil na různých místech Hradeckého kraje, mimo jiné i v Kunvaldu a v Klášterci nad Orlicí. Po letech pak vzpomínal na to, jak mu místní podávali k jídlu pouze samé ryby, protože neměli nic jiného. I přes relativní úspěchy těchto misionářů trvalo déle než jedno století, než mohla být v Kunvaldu znovu zřízena katolická farní správa. Došlo k tomu až po žádosti Antonína Víta z Bubna a Litic, který v roce 1772 argumentoval také tím, že v sousedních Bartošovicích mají vlastního faráře (ten kunvaldské do té doby duchovně zaopatřoval) již 26 let. Tentýž majitel panství nechal v Kunvaldu mezi lety 1750-1752 vystavět novou školu, protože stará, která se nacházela v zádušní chalupě, potřebám obce již nepostačovala. V době Antonína Víta také zanikl Horský dvůr, jehož pozemky byly v rámci raabizační reformy, zahájené v Čechách v roce 1775, rozparcelovány, čímž povstala nová místní osada nazvaná (podle jména rodu vrchnosti) Bubnov. 

### Antonín Kodytek a jeho kronika
Události v obci ve druhé polovině 18. století vylíčil ve své kronice, nazvané „Poznamenání pamětihodných věcí těchto časův běžných, začnouc od roku 1740 a vejše“ Antonín Kodytek. Autor se narodil v Klášterci nad Orlicí, ale již v sedmnácti letech nastoupil na místo učitele v Kunvaldu a působil zde až do roku 1786, kdy musel ze zdravotních důvodů učitelskou činnost ukončit. Kronika se dochovala v rukopise, v roce 1970 byla pořízena Orlickým muzeem v Chocni její edice. Přestože její autor pravděpodobně nenabyl jiné než základní vzdělání, jeho kronika je velmi barvitým obrázkem vesnického života v době tereziánských a josefinských reforem, jejichž provádění Kodytek reflektuje. Zaznamenává jak běžné záležitosti života venkovských obyvatel (zejména jeho reakci na přírodní živly, jako byly povodně, požáry, či mimořádně tuhá zima či teplé léto, neúrody), tak i závažnější dobové politicko-společenské události, jako byly válečné kampaně spojené s dlouhodobými pobyty vojsk v obci, nebo pobyty významných osob ve městě Žamberku (působení Antonína Koniáše, návštěva císaře a jeho generálů).

## Moderní dějiny a současnost

### Rozkvět obce v 19. století a za první republiky
Po zániku robotního systému, feudální vrchnostenské správy a následném zavedení místní samosprávy, došlo v Kunvaldě k pozvolnému hospodářskému růstu obce. Projevil se i v diverzifikaci a technologické modernizaci řemesel. K nejstarším patřilo mlynářství, ještě na začátku 20. století je v obci doloženo sedm mlýnů. Poslední ukončily činnost po druhé světové válce, pila u dolního Keprtova mlýna (č.p. 211) byla v provozu ještě v 90. letech 20. století . Tradiční výrobu domácího plátna, kterou podporovalo pěstování lnu na nepříliš úrodných kunvaldských polích, a zpracovávání dřeva (na šindele, dřeva ke kartáčům, na zápalky), které bylo podmíněno dostatkem suroviny, doplnily v závěru 19. století některé průmyslové provozovny, nejvýznamnější z nich byla mechanická tkalcovna Josefa Kodytka. V několika vápenkách se v obci pálilo vápno z vápence, dováženého z kladské Rožanky (polsky Różanka) u Mezilesí. Na přelomu 19. a 20. století byly zřízeny dvě družstevní mlékárny, v provozu bylo deset hostinců a šest obchodů.
V průběhu druhé poloviny 19. století se v obci rozvíjel také spolkový život. Již kolem roku 1869 se místní pokusili zorganizovat ochotnické divadlo, v roce 1882 byla založena hasičsko-tělovýchovná jednota Sokol (v roce 1919 se Sokol osamostatnil od hasičů a od roku 1922 měl vlastní sokolovnu), o čtyři roky později hospodářsko-čtenářská beseda. V roce 1894 byl zřízen včelařský spolek, a to jako jako jeden z prvních ve východních Čechách. V roce 1898 vzniklo vodárenské družstvo. Rostoucí počet obyvatel vedl i k případům vystěhovalectví do Ameriky, které ale nenabylo masových rozměrů. V polovině dvacátých let obec pociťovala naléhavou potřebu výstavby nové školní budovy, o financování stavby ze státního příspěvku se zasloužil zdejší rodák a zemský školní inspektor Josef Keprta. Projekt vypracoval pražský architekt František Cuc, stavbu realizovala – za patnáct měsíců od položení základního kamene – firma Mužík a místní stavitel F. Vítek. Školní budova, architektonicky navazující na stavbu starší sokolovny, byla slavnostně otevřena 7. září 1930.

### Kunvald jako místo paměti
V osmdesátých letech 19. století se probudil zájem o bratrské dějiny Kunvaldu. Odrážel stoupající interes odborné veřejnosti o českou reformaci, která začala být pod vlivem národoveckých politiků a ideologů pokládána za součást národní identity. Na jaře 1889 navštívili Kunvald tři souputníci dobového společensko-politického života: žamberský rodák Eduard Albert, který se sám o dějiny českých bratří intenzivně zajímal, univerzitní profesor Tomáš Garrigue Masaryk a básník Jaroslav Vrchlický. Pokusili se od místních obyvatel získat informace o dochovaných bratrských památkách a navštívili místo zvané Jordán, kde podle lokální tradice čeští bratří křtili své stoupence. Takové návštěvy nebyly v Kunvaldě na přelomu 19. a 20. století ojedinělé, k popularitě místa přispěla i obliba nedalekého Potštejna, který byl v té době vyhledávaným letoviskem středních vrstev a východiskem počínajících turistických aktivit v krajině pod Orlickými horami.
Významným symbolickým činem, který měl prezentovat sepětí obce s dějinami českých bratří, bylo vybudování pomníku Jana Amose Komenského. Tato myšlenka se objevila v Kunvaldu již v roce 1882, konkrétní kroky byly podniknuty v roce 1909 zásluhou místních učitelů Františka Ludvíka a Čeňka Kůrky, kdy byl ustanoven komitét pro postavení pomníku, jehož předsedou se stal starosta obce Ferdinand Veverka. Náklady za provedení prací byly uhrazeny ze sbírky kunvaldských obyvatel a rodáků, žijících mimo obec. K odhalení pomníku došlo 24. července 1910 během slavnosti, na které promluvila řada význačných hostů, např. univerzitní profesor František Drtina, právník a propagátor turistiky v Orlických horách Jindřich Štemberka a poslanec Říšské rady František Chaloupka. Mezi pozvanými na slavnost zaujal čestné postavení někdejší poslanec Říšské rady a propagátor českých dějin v anglofonním světě František Lützow, který vlastnil zámek v nedalekém Žampachu a o celou věc se sám aktivně zajímal.
Dalším výrazem zájmu o dějiny českých bratří v Kunvaldu bylo zřízení expozice v domku „na sboru“. Podle zjištění Eduarda Alberta, který se mimo jiné zabýval studiem gruntovních knih a urbářů, náležela chalupa stojící na místě nynějšího č.p. 238 a obývaná v roce 1657 Václavem Šafránkem ke kunvaldskému záduší a podle zápisu urbáře v ní „dříve sbor bejval“. V purkrechtní knize z roku 1713 se pak popisuje zřejmě tatáž chalupa jako „stará škola, kde dříve sbor bejval“. V roce 1929 chalupu zakoupila Českobratrská církev evangelická a zřídila zde památník českých bratří. V roce 1958 byla stavba prohlášena kulturní památkou. Poslední rozsáhlou rekonstrukcí prošel domek před rokem 1992, kdy v něm byla při příležitosti oslav čtyřstého výročí narození Jana Amose Komenského otevřena nová expozice. Konají se zde rovněž výroční bohoslužby ochranovského sboru v Potštejně.
Jiná místní tradice se vztahuje k tzv. bratrské lípě, která se nachází u č.p. 77 na horním Kunvaldu. Jedná se o lípu malolistou, jejíž stáří je odhadováno na 450 let. Tvoří ji nyní již jen dva kmeny, třetí zničila v roce 1930 vichřice a z části jeho dřeva bylo zhotoveno bohoslužebné náčiní, dochované v některých evangelických sborech. Strom měl podle legendy vyrůst ze tří proutků, zasazených do země při odchodu bratří po nezdařeném stavovském povstání v roce 1547 nebo 1548 do exilu. O tomto loučení kunvaldských bratří s vlastí sice dochované dobové prameny mlčí, ale není vyloučeno, že pověst má určitý historický základ.

## Obyvatelstvo
| Rok            | 1869  | 1880  | 1890  | 1900  | 1910  | 1921  | 1930  | 1950  | 1961  | 1970  | 1980  | 1991  | 2001  | 2011 | 2021 |
| -------------- | ----- | ----- | ----- | ----- | ----- | ----- | ----- | ----- | ----- | ----- | ----- | ----- | ----- | ---- | ---- |
| Počet obyvatel | 2 308 | 2 327 | 2 319 | 2 091 | 2 009 | 1 849 | 1 744 | 1 215 | 1 188 | 1 094 | 1 013 | 1 027 | 1 015 | 967  | 890  |
| Počet domů     | 400   | 419   | 421   | 427   | 432   | 425   | 422   | 407   | 344   | 312   | 286   | 362   | 377   | 382  | 400  |

## Správa městyse

### Části městyse
Kunvald má sedm částí: Bubnov, Končiny, Kunačice, Přední Důl, Zadní Důl, Záhory a Zaječiny. S výjimkou Předního a Zadního Dolu jsou současně evidenčními částmi městyse. Byly zakládány kvůli tomu, že lidé z centra Kunvaldu to měli daleko na svá pole, a tak se z Kunvaldu stěhovali do blízkého okolí a zakládali malé vesničky. Ty byly v 18.–19. století připojovány ke Kunvaldu, výjimkou je osada Záhory, která byla připojena až po druhé světové válce.

### Symboly městyse

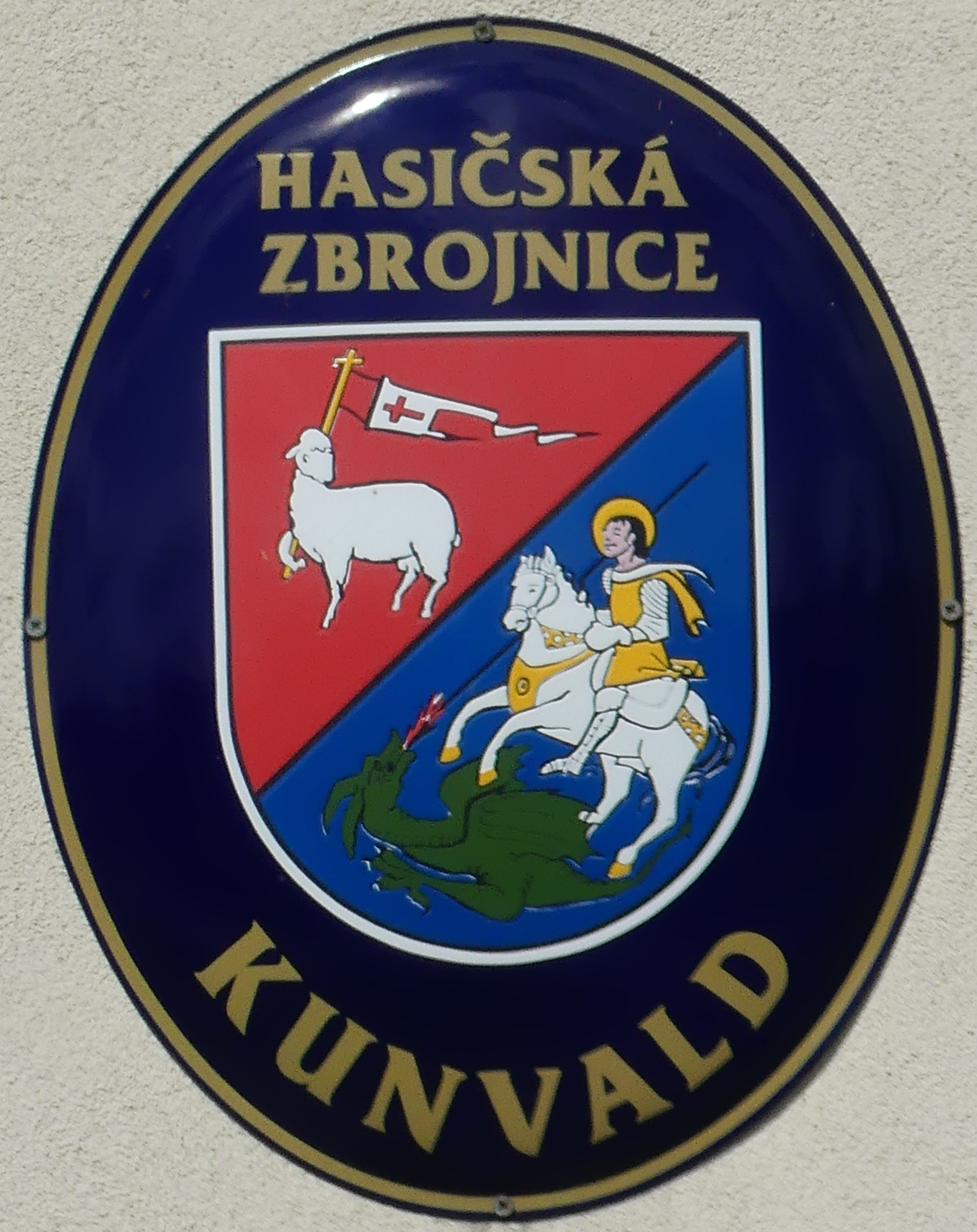
Znak města Kunvald na hasičské zbojnici.

Znak a vlajka byly městysi uděleny rozhodnutím předsedy Poslanecké sněmovny Parlamentu České republiky dne 4. června 1998. Znak připomíná slavnou minulost, založení Jednoty Bratrské v roce 1457. Znakem je červenomodrý štít šikmo dělený, v horním dílu je stříbrný beránek nesoucí stříbrnou korouhev s červeným heroldským křížem. V dolním dílu je Svatý Jiří ve zlaté zbroji na stříbrném koni, probodávající zeleného draka. Současně se znakem bylo obci Kunvald uděleno právo používat i vlastní prapor, který tvoří šest šikmých pruhů: červený, bílý, červený, modrý, bílý a modrý.

## Pamětihodnosti
- Kostel svatého Jiří
- Sbor Českých bratří
- Bratrská lípa
- Sousoší Kalvarie
- Pomník Jana Amose Komenského

## Osobnosti
- Matěj z Kunvaldu (1442–1500) – první biskup Jednoty bratrské
- Jan Černý-Nigranus (?–1565) – historik, kněz a biskup Jednoty bratrské
- Antonín Kodytek (1746–1788) – učitel v Kunvaldě a spisovatel, autor místní kroniky, která zachycuje dobu tereziánských a josefinských reforem
- František Michalička st. (?–1823) – kantor a hudebník, patrně bratr Jana Michaličky.
- Jan Michalička (kolem 1791–1867) – kantor a hudebník
- František Michalička ml. (1820–1895) – kantor a hudebník, syn Františka Michaličky st.
- Ignác Bílek (1826–1899) – katolický farář, tajný rada papeže Lva XIII, zakladatel studentských nadací
- Jan Evangelista Mitvalský (1861–1899) – oční lékař
- Ludvík Vacátko (1873–1956) – malíř, sochař a grafik
- František Frič (1881–1947) – mecenáš a muzejník, autor Sborníku kunvaldského
- Josef Keprta (1881–1966) – vysokoškolský profesor, spisovatel a ministerský rada, editor prvorepublikové Encyklopedie československé mládeže pro školu a dům
- František Bílek (1885–1972) – hipolog, který se zasloužil o záchranu koně Przewalského
- Václav Šrefl (1889–1965) – podnikatel a továrník
- Jan Kopecký (1896–1974) – politik
- Karel Režný (1904–1983) – gymnazijní profesor, vysokoškolský pedagog a geograf
- František Kalous (1911–1968) – sportovec, reprezentant republiky v běhu na lyžích a ve skoku na lyžích
- František Trejtnar (1917–1982) – vojenský letec a příslušník 310. československé perutě ve Velké Británii
- Josef Jindra (1936–2016) – mistr sportu v letecké akrobacii
- Anna Kopecká (* 1999) – česká juniorská reprezentantka v orientačním běhu

## Partnerské město
- Lititz, Pensylvánie, USA (2006)

## Fotogalerie

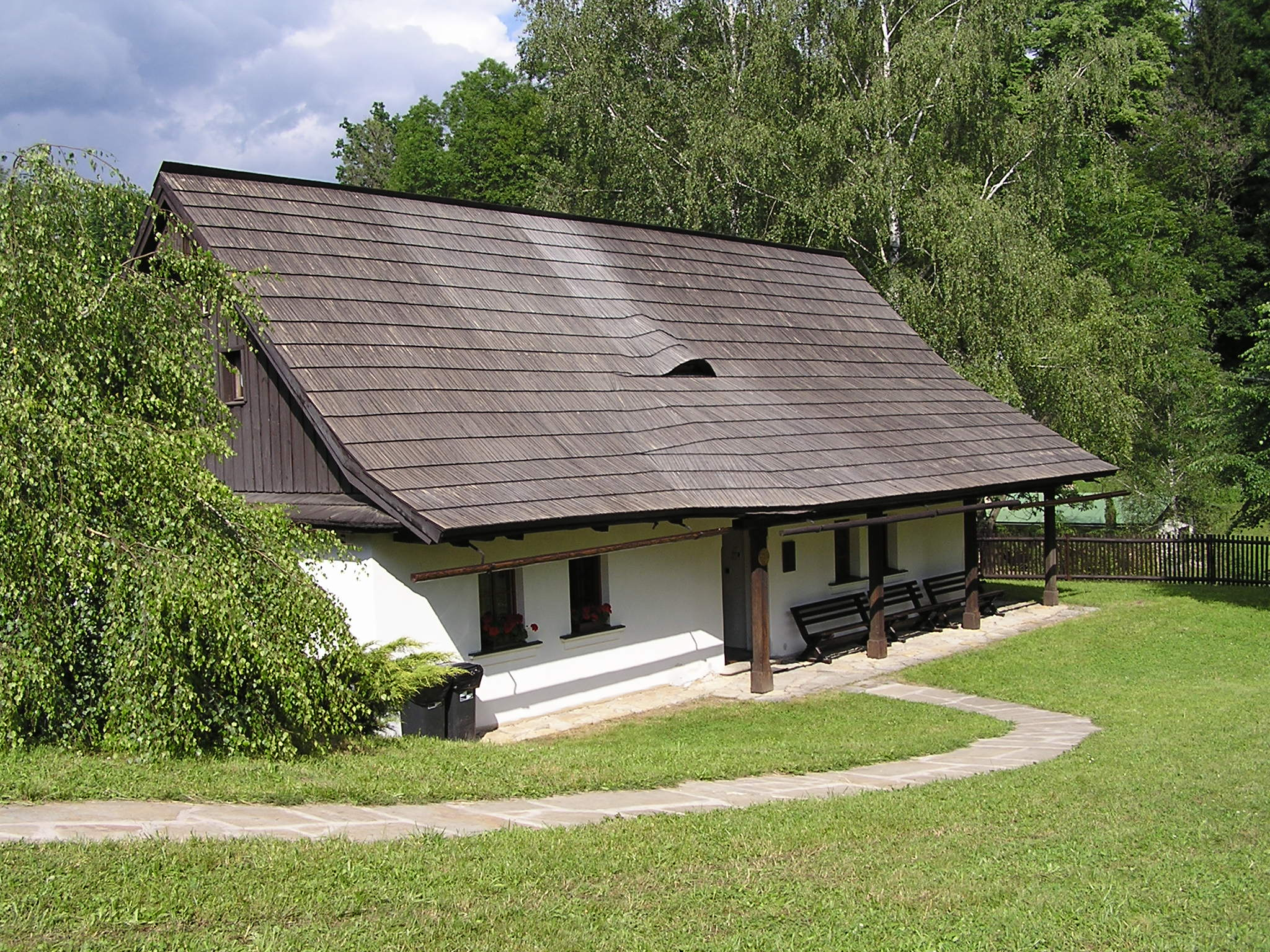
Domek Na sboru
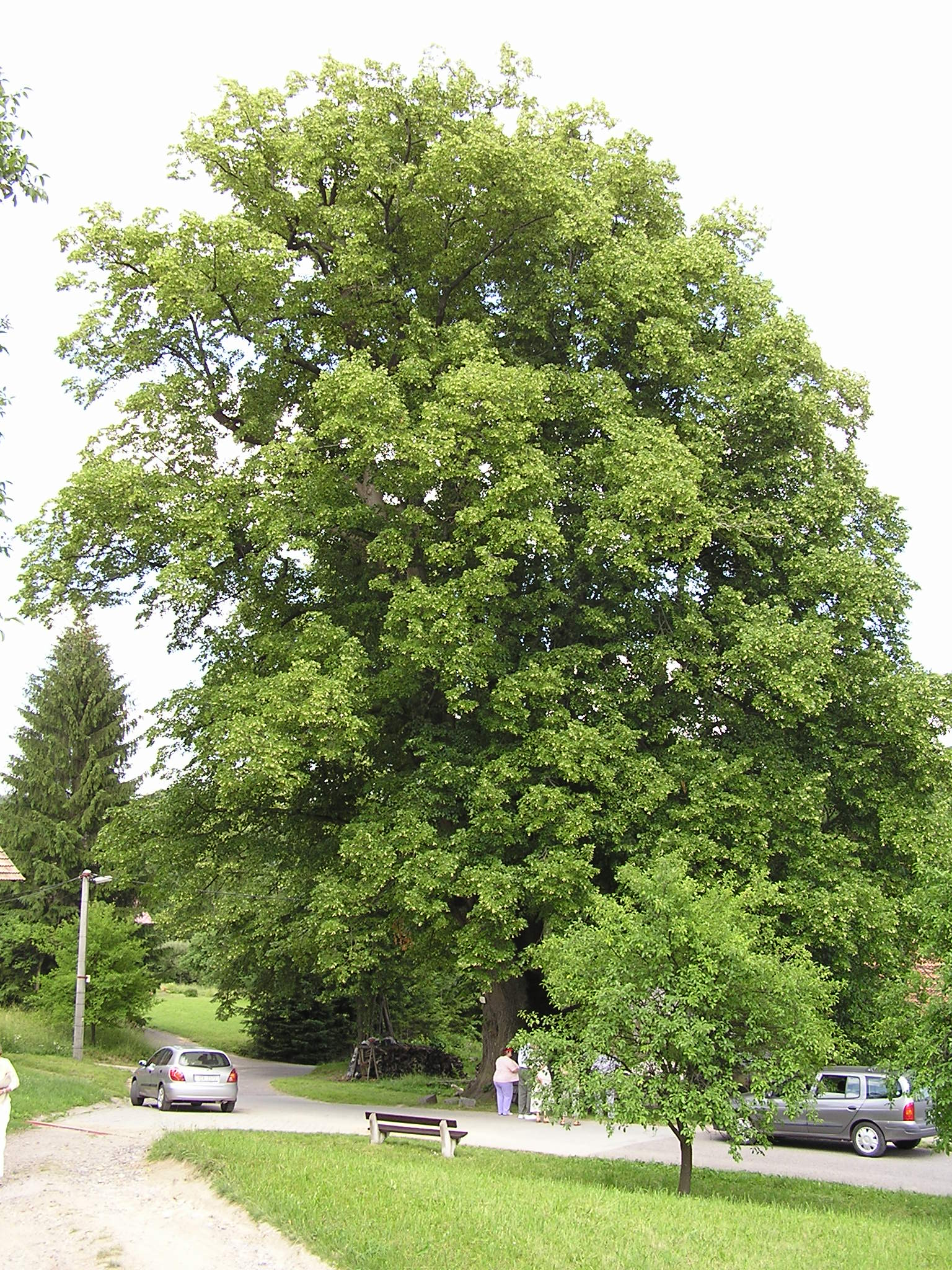
Bratrská lípa

## Sport
Atletický fotbalový klub Kunvald nastupuje od sezony 2010/11 v III. třídě okresu Ústí nad Orlicí. V novodobé historii je klubovým maximem účast v Okresním přeboru II. třídy okresu Ústí nad Orlicí. Své zápasy odehrává na fotbalovém hřišti v Kunvaldu.